# Torsten Oletzky
Torsten Oletzky (* 11. September 1966 in Köln) ist ein deutscher Manager und Hochschullehrer. Bis zum 15. September 2015 war er  Vorstandsvorsitzender der Ergo Versicherungsgruppe AG.

## Leben
Torsten Oletzky studierte von 1989 bis 1993 Betriebswirtschaftslehre an der Universität des Saarlandes und der University of Michigan. Von 1993 bis 1999 arbeitete er für McKinsey & Company als Unternehmensberater in Frankfurt, Köln und Istanbul. Im Jahr 1998 promovierte er an der Universität Hannover über das Thema „Wertorientierte Steuerung von Versicherungsunternehmen“. Von 2000 bis 2004 war er in verschiedenen Positionen für die Hamburg-Mannheimer Versicherungs-AG tätig, zuletzt als Vorstand für Recht und Personal. Nach der Übernahme war er seit 2004 für die Ergo Versicherungsgruppe AG tätig, wo er seit 2008 die Funktion des Vorstandsvorsitzenden ausübte. Zum 15. September 2015 hat Torsten Oletzky auf eigenen Wunsch den Vorstandsvorsitz bei ERGO niedergelegt und das Unternehmen verlassen.
Anschließend wurde Oletzky Professor an der Technischen Hochschule Köln.

## Sonstiges
Im Frühjahr 2011 tauchten in der Presse verschiedene Meldungen auf, die unterschiedliche Vorwürfe gegen Ergo zum Thema hatten. Es geht dabei hauptsächlich um einen Vorfall im Budapester Gellértbad aus dem Jahr 2007, fehlerhafte Angaben auf Riester-Renten-Formularen und mutmaßliche Beratungsfehler. Torsten Oletzky hat sich dafür im Namen des Unternehmens öffentlich entschuldigt. Zudem seien Maßnahmen eingeleitet worden, um die Wiederholung solcher Vorgänge auszuschließen.

## Ranking
- Am 11. November 2013 stufte das Manager-Magazin Torsten Oletzky auf den letzten Platz der 100 wichtigsten Konzernchefs in Deutschland ein.[7]